# Držanlije
Držanlije (en cyrillique : Држанлије) est un village de Bosnie-Herzégovine. Il est situé dans la municipalité de Livno, dans le canton 10 et dans la fédération de Bosnie-et-Herzégovine. Selon les premiers résultats du recensement bosnien de 2013, il compte 569 habitants.

## Géographie
Le village est situé dans la partie centrale supérieure du poljé de Livno, au bord de la rivière Sturba.

## Démographie

### Évolution historique de la population
| 1948 | 1953 | 1961 | 1971 | 1981 | 1991 | 2013 |
| ---- | ---- | ---- | ---- | ---- | ---- | ---- |
| -    | -    | 591  | 592  | 592  | 595  | 569  |

|  |